# Ђула Киш (фудбалер, 1916)
Ђула Киш (мађ. Kiss Pál Gyula; 4. мај 1916) је био мађарски фудбалер, репрезентативац и олимпијац. Киш је рођен у Будимпешти, а играо је за мађарски, будимпештански, фудбалски клуб Ференцварос ТК. Био је део фудбалске репрезентације Мађарске на Летњим олимпијским играма 1936. у Берлину.

## Каријера
Ђула Киш је почео да игра за Ференцварош са 12 година и био је нападач у првом тиму од 1934. до 1949. године. Током тог периода, освојио је три национална првенства и Мађарски куп, као и Средњоевропски куп 1937. године. За клуб је наступио у 254 утакмице (147 у лиги, 87 међународних и 20 других) и постигао је 82 гола (46 у лиги и 36 у другим такмичењима). Од 1949. године, био је играч Фашок СЕ, клуб који се 1949. спојио са Ференцварошом на једну годину. 
Учествовао је на Олимпијским играма 1936. у Берлину као двадесетогодишњак и одиграо једну утакмицу за аматерску репрезентацију. За репрезентацију Мађарске наступио је два пута, 1935. и 1937. године. Током Другог светског рата, служио је на Источном фронту, где је био заробљен од стране Русије, и преминуо је са 43 године.

## Достигнућа
- Прва лига Мађарске у фудбалу
  - шампион: 1937/38, 1939/40, 1940/41.
- Куп Мађарске у фудбалу
  - победник: 1935, 1942, 1943.
- Митропа куп (KK)
  - победник: 1937.
  - финалиста: 1935, 1938, 1939, 1940.